# Les Damnés (film, 1962)
Pour les articles homonymes, voir Les Damnés et Damned.
Pour plus de détails, voir Fiche technique et Distribution.
Les Damnés (The Damned) est un film britannique réalisé par Joseph Losey, sorti en 1962.

## Synopsis
Un touriste américain, propriétaire d'un bateau, faisant escale dans une station balnéaire du Sud de l'Angleterre, se fait tabasser par un groupe de blousons noirs pour avoir abordé (et/ou été abordé par), Joan, la sœur du chef de la bande. Recueilli par des passants, il est emmené dans le palace local le plus proche où il rencontre un couple dont la femme, sculpteur, rend visite à l'homme auquel elle reproche d'être trop accaparé par ses activités professionnelles dont il s'obstine depuis des années à ne rien révéler. 
L'Américain et la jeune femme s'enfuient en bateau, et sont pourchassés par les blousons noirs pétaradant sur leurs motos, mais la belle, en proie à ses contradictions et ses velléités, décide de rentrer auprès de son frère. Leur retour à terre leur réserve d'autres dangers et surprises que celles promises par la petite bande de motards, auquel ils échappent en franchissant une clôture, celle d'un terrain militaire.

## Fiche technique
- Titre : Les Damnés
- Titre original : The Damned (These Are the Damned aux États-Unis)
- Réalisation : Joseph Losey
- Scénario : Ben Barzman, Eva Jones adapté du roman de H. L. Lawrence
- Musique : James Bernard, John Hollingsworth
- Décors : Richard Mac Donald
- Costumes : Molly Arbuthnot
- Photographie : Arthur Grant
- Montage : Reginald Mills
- Pays de production :  Royaume-Uni
- Genre : science-fiction
- Durée : 86 minutes
- Dates de sortie :
  - Australie : 16 novembre 1962 (avant-première mondiale)
  - Royaume-Uni : 19 mai 1963
  - France : 30 septembre 1964

## Distribution
- Macdonald Carey : Simon Welles
- Shirley Anne Field : Joan
- Oliver Reed : King, le chef des blousons noirs
- Viveca Lindfors : la femme sculpteur
- Barbara Everest : Mlle Lamont
- Nicholas Clay : Richard

## Autour du film
Une copie restaurée tout récemment de ce classique un peu oublié du cinéma fantastique a été projetée à deux reprises, en novembre 2006, à Amiens, lors de la 26e édition du Festival international du film d'Amiens qui a consacré un temps fort aux studios britanniques Hammer.
Le film a été présenté sur France 3 (Cinéma de Minuit) le dimanche 25 janvier 2009.